# Fosfatidilinositol 3,5-bisfosfato
El fosfatidilinositol 3,5-bisfosfato (PI(3,5)P2) es uno de los componentes fosfolipídicos de la membrana celular así como de la membrana de orgánulos intracelulares, aunque se encuentra en muy baja cantidad. Es una molécula que participa en la comunicación celular promoviendo cambios dentro de la célula.

## Función
La producción de PI(3,5)P2 en las membranas celulares internas por la cinasa lipídica PIKyve hace que se recluten proteínas de importancia para la regulación del tráfico de señales intracelulares. Se ha sugerido para fines de 2007 que la PI(3,5)P2 desempeñe un papel importante en la supervivencia de neuronas, siendo que la reducción de sus concentraciones causa neurodegeneración del cerebro. Puede que esté asociado en la formación de vacuolas intracelulares. Se ha visto en levaduras, que la producción de PI(3,5)P2 es importante en la autofagía para mantener el pH vacuolar

## Síntesis
Varias cinasas, incluyendo al fosfatidilinositol-3' cinasa (PI3Ks), fosforilan fosfatidilinositol bifosfatos produciendo al PI(3,5)P2, entre otras moléculas, incluyendo fosfatidilinositol trifosfatos. En ratones, varios genes como el FIG4 y el VAC14 son responsables en mantener los niveles de PI(3,5)P2 adecuados.